# NGC 1074
NGC 1074 ist eine Spiralgalaxie vom Hubble-Typ Sab im Sternbild Walfisch südlich der Ekliptik. Sie ist schätzungsweise 341 Millionen Lichtjahre von der Milchstraße entfernt und hat einen Durchmesser von etwa 205.000 Lichtjahren.
Im selben Himmelsareal befinden sich u. a. die Galaxien NGC 1075, NGC 1081, NGC 1105, IC 1840.
Das Objekt wurde am 28. November 1885 vom US-amerikanischen Astronomen Francis Preserved Leavenworth entdeckt.